# North Port, Florida
North Port este un oraș situat în comitatul Sarasota, Florida, Statele Unite ale Americii. La Recensământul din 2020, populația era de 74.793 de locuitori. Face parte din Zona Statistică Metropolitană North Port– Bradenton–Sarasota.
A fost dezvoltat inițial de General Development Corporation (GDC) ca parte a zonei nordice a comitatului Sarasota, în cadrul proiectului de dezvoltare a Port Charlotte, cealaltă parte fiind situată în comitatul adiacent Charlotte. GDC a numit orașul „North Port Charlotte”, iar acesta a fost încorporat sub acest nume printr-un act special al Legislaturii din Florida pe 18 iunie 1959. Prin referendum, în 1974, locuitorii orașului au aprobat schimbarea numelui său în „North Port”, renunțând la „Charlotte” din denumirea sa pentru a-și afirma identitatea separată. Orașul găzduiește Little Salt Spring, un sit arheologic și paleontologic deținut de Universitatea din Miami.

## Istorie
Săpăturile arheologice de la Little Salt Spring dezvăluie că zona unde se află acum North Port a fost locuită de nativii americani precolumbieni. Dovezile prezenței lor includ vârfuri de proiectile, un mortar de stejar sculptat și o bucată de bumerang din lemn nereutilizabil.
În 1954, Frații Mackle au fondat General Development Corporation cu scopul de a vinde terenuri din Florida locuitorilor din nord. Ei au achiziționat și vândut majoritatea teritoriului care constituie astăzi North Port, iar angajații companiei au format, de asemenea, primul consiliu local.  Orașul a fost încorporat oficial în 1959.
Pe 28 septembrie 2022, uraganul Ian a lovit uscatul în Florida, la sud de comitatul Sarasota. North Port a fost grav afectat de inundații, iar comunitatea de case mobile Holiday Park a fost practic distrusă în totalitate.

## Geografie
Coordonatele aproximative ale orașului North Port sunt 27°3′58″N 82°10′19″V / 27.06611°N 82.17194°V.
North Port este o municipalitate care cuprinde subdiviziuni rezidențiale ample, alături de o rețea extinsă de străzi. Municipalitatea a anexat localități din apropiere, inclusiv zona cunoscută sub numele de Warm Mineral Springs, locația unui izvor artezian remarcabil, precum și propria sa subdiviziune rezidențială semnificativă.
Potrivit Biroului de Recensământ al Statelor Unite, suprafața totală a orașului este de 269,8 kilometri pătrați, din care 257,9 kilometri pătrați sunt uscat și 11,9 kilometri pătrați (4,40%) sunt apă.
Parcul Ecologic Myakkahatchee Creek se află în North Port.

## Climat
Clima din această zonă se caracterizează prin veri calde și umede, urmate de ierni blânde. Conform clasificării climatice Köppen, orașul North Port are un climat subtropical umed (Cfa).

## Demografie
| Rasă                                           | Pop 2010 | Pop 2020 | % 2010  | % 2020  |
| ---------------------------------------------- | -------- | -------- | ------- | ------- |
| Alb (NH)                                       | 46.752   | 58.417   | 81,51%  | 78,10%  |
| Negru sau afro-american (NH)                   | 3.824    | 3.788    | 6,67%   | 5,06%   |
| Nativ american sau nativ din Alaska (NH)       | 109      | 154      | 0,19%   | 0,21%   |
| Asiatic (NH)                                   | 648      | 1.249    | 1,13%   | 1,67%   |
| Insulele Pacificului sau nativ din Hawaii (NH) | 23       | 35       | 0,04%   | 0,05%   |
| O altă rasă (NH)                               | 112      | 371      | 0,20%   | 0,50%   |
| Două sau mai multe rase/Multirasial (NH)       | 885      | 2.924    | 1,54%   | 3,91%   |
| Hispanic sau Latino (orice rasă)               | 5.004    | 7.855    | 8,72%   | 10,50%  |
| Total                                          | 57.357   | 74.793   | 100,00% | 100,00% |

La Recensământul din 2020 al Statelor Unite, în oraș locuiau 74.793 de persoane, 25.592 gospodării și 19.716 familii.
Dintre cele 25.592 de gospodării din 2020, 4,8% din populație avea sub 5 ani, 18,6% avea sub 18 ani și 26,7% avea 65 de ani și peste. 52,5% din populație era de sex feminin.
Venitul mediu pentru o gospodărie din oraș a fost de 64.543 USD în 2020. Venitul pe cap de locuitor a fost de 34.514 USD. Aproximativ 7,0% dintre locuitori trăiau sub pragul sărăciei.
La Recensământul din 2010 al Statelor Unite, orașul avea o populație de 57.357 de persoane, 20.201 gospodării și 14.018 familii. 

## Economie
North Port găzduiește antrenamentele de primăvară ale echipei Atlanta Braves, care organizează antrenamente extinse în oraș. 

## Artă și cultură
În 1960, American Police Hall of Fame & Museum a fost deschis în North Port. Ceremonia de deschidere a inclus remarci ale candidatului la președinție de atunci, John F. Kennedy.  De atunci, muzeul s-a mutat, mai întâi la Miami, iar apoi în locația sa actuală din Titusville, Florida.
În 2007, North Port Art Guild a închiriat o clădire în oraș și a fondat North Port Art Center. Centrul găzduiește expoziții de artă, precum și cursuri de artă.

## Guvern
North Port are o formă de guvernare de tip comisie-administrator al orașului.
Actualul administrator al orașului este Alfred Jerome Fletcher, II. Comisia municipală este formată din cinci membri. Rolurile de primar și viceprimar sunt votate anual de membrii comisiei.
Din 2024, componența actuală a comisiei este următoarea: 
- Primarul Alice White (Districtul 1)
- Comisarul Barbara Langdon (Districtul 2)
- Comisarul Debbie McDowell (Districtul 3)
- Comisarul Pete Emrich (Districtul 4)
- Viceprimarul Phil Stokes (Districtul 5)

Orașul North Port are propria sa forță de poliție, departament de pompieri și serviciu de gestionare a deșeurilor. Primăria North Port este situată pe 4970 City Hall Boulevard.

## Educație

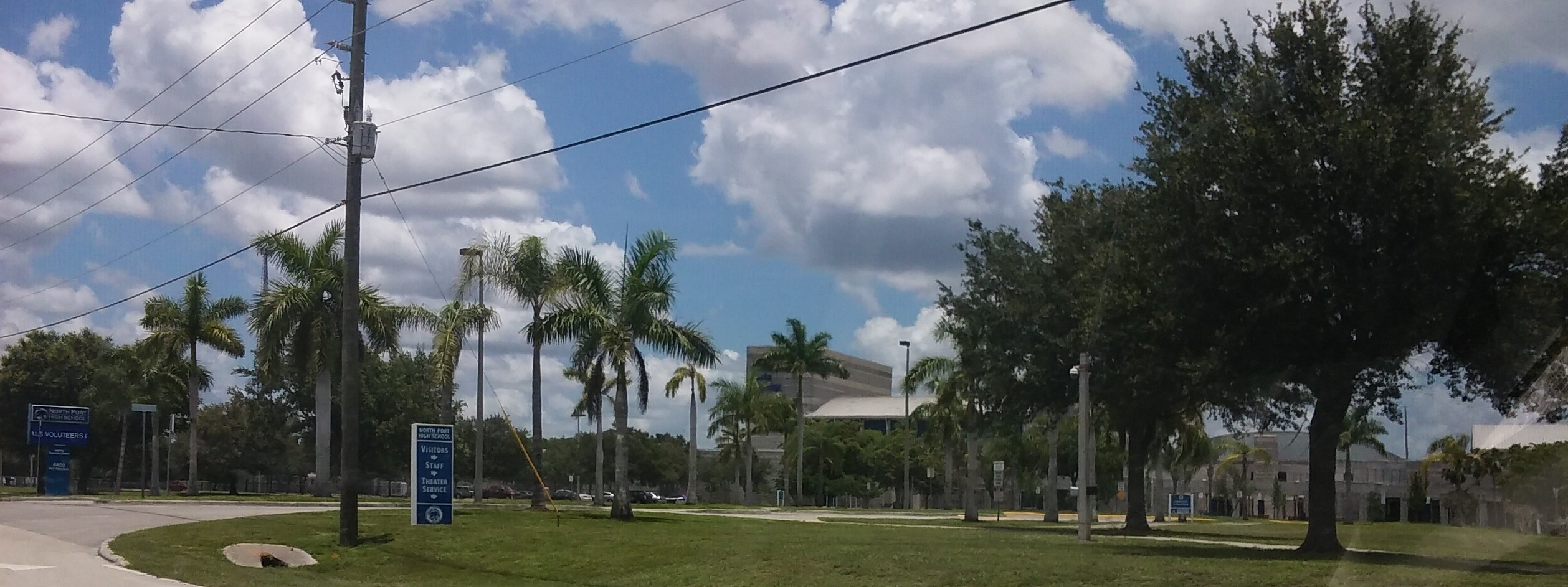
Intrarea la North Port High School

North Port are cinci școli elementare, o școală primară, două școli gimnaziale, un liceu și un colegiu operate de către Școlile Publice din Comitatul Sarasota.

### Școlile primare publice
- Școala Elementară Atwater (K-5)
- Școala Elementară Cranberry (K-5)
- Școala Elementară Glenallen (K-5)
- Școala Elementară Lamarque (K-5)
- Școala Elementară Toledo Blade (K-5)

### Școli gimnaziale publice
- Școala Gimnazială Heron Creek (6–8)
- Școala Gimnazială Woodland (6–8)

### Licee publice
- Liceul North Port (9–12)

### Școală charter
- Imagine School din North Port (K-12)

### Învățământ superior
- Colegiul Tehnic Suncoast